# Franz Wilhelm von Pfuel
Franz Wilhelm von Pfuel (* 8. April 1733 in Gielsdorf; † 31. Januar 1808 in Königsberg) war ein preußischer Generalmajor und Kommandant von Danzig.

## Leben

### Herkunft
Franz Wilhelm stammte aus dem alten in Jahnsfelde in der Märkischen Schweiz ansässigen Adelsgeschlecht von Pfuel. Seine Eltern waren der gleichnamige Friedrich Wilhelm von Pfuhl (* 16. August 1690; † 14. Oktober 1756), Hauptmann eines preußischen Regiments, und dessen Ehefrau Dorothee Hedwig Scultetus von Unfried. Der General Ernst Ludwig von Pfuel (1716–1798) war sein Bruder.

### Militärkarriere
Seine Laufbahn in der Preußischen Armee begann Pfuel 1750 als Gefreitenkorporal in Infanterieregiment „Württemberg“ Nr. 46. Am 4. Oktober 1753 avancierte Pfuel zum Fähnrich und am 20. Juli 1756 zum Sekondeleutnant. Von 1756 bis 1760 nahm Pfuel am Siebenjährigen Krieg teil, wobei er im Gefecht von Landeshut in Gefangenschaft geriet und sich erst 1763 im Regiment zurückmelden konnte. Die nächste Beförderung erfolgte am 17. November 1759 zum Premierleutnant, gefolgt am 17. September 1772 zum Stabskapitän und schließlich am 20. November 1777 zum Kapitän und Kompaniechef im Infanterieregiment Nr. 46. Pfuel nahm am Bayerischen Erbfolgekrieg teil und avancierte am 5. Februar 1785 zum Major. Am 1. Juni 1787 wurde er zunächst Kommandeur des Grenadierbataillons, um am 6. März 1791 das gesamte Infanterieregiment Nr. 46 zu übernehmen. Weiterhin wurde Pfuel am 29. Mai 1792 zum Oberstleutnant und am 15. Januar 1794 zum Oberst befördert. Seinen Dienst als Kommandant von Danzig mit 2000 Talern Gehalt trat er am 12. September 1797 an und wurde am 7. Juni 1800 mit Patent vom 11. Juni 1800 zum Generalmajor befördert. Am 19. Juni 1806 wurde Pfuel wegen Krankheit vom Dienst befreit, am 6. November 1806 von den Kommandantengeschäften entbunden und dimittierte am 5. August 1807 mit 800 Talern Versorgung. Im Jahr darauf ist er verstorben.
Er war Ritter des Ordens Pour le Mérite.

### Familie
Am 2. Januar 1778 erhielt Pfuel die Erlaubnis zur Heirat und vermählte sich in Berlin am 9. Februar 1778 mit Charlotte Sophie Hoffmann (* 28. Oktober 1754 in Halle; † 27. April 1802 in Danzig), Tochter des Hofrats Friedrich Wilhelm Hoffmann. Aus der Ehe gingen zwei Kinder hervor:
- Christian Wilhelm Ludwig (* 8. November 1778 in Berlin), preußischer Offizier im Infanterieregiment „Arnim“ Nr. 13, nachmaliger Herr auf Schulzendorf
- Charlotte Henriette (* 4. April 1780 in Berlin) ⚭ Ernst Friedrich Philipp von Kannewurf, Offizier im Füsilierbataillon „Stutterheim“ Nr. 21, nachmaliger Landrat des Kreises Lyck und Herr auf Beitkowen († 10. Juni 1836)[4][5]; Sohn des Generalleutnants und Kriegsministers Heinrich Gottlieb von Kannewurf
- Emilie († 31. August 1864) ⚭ Memco Heinrich von Mettingh (* 11. Januar 1780; † 17. Dezember 1850), preußischer Geheimer Legationsrat[6][7]